# Wilhelmine Clauss-Szarvady

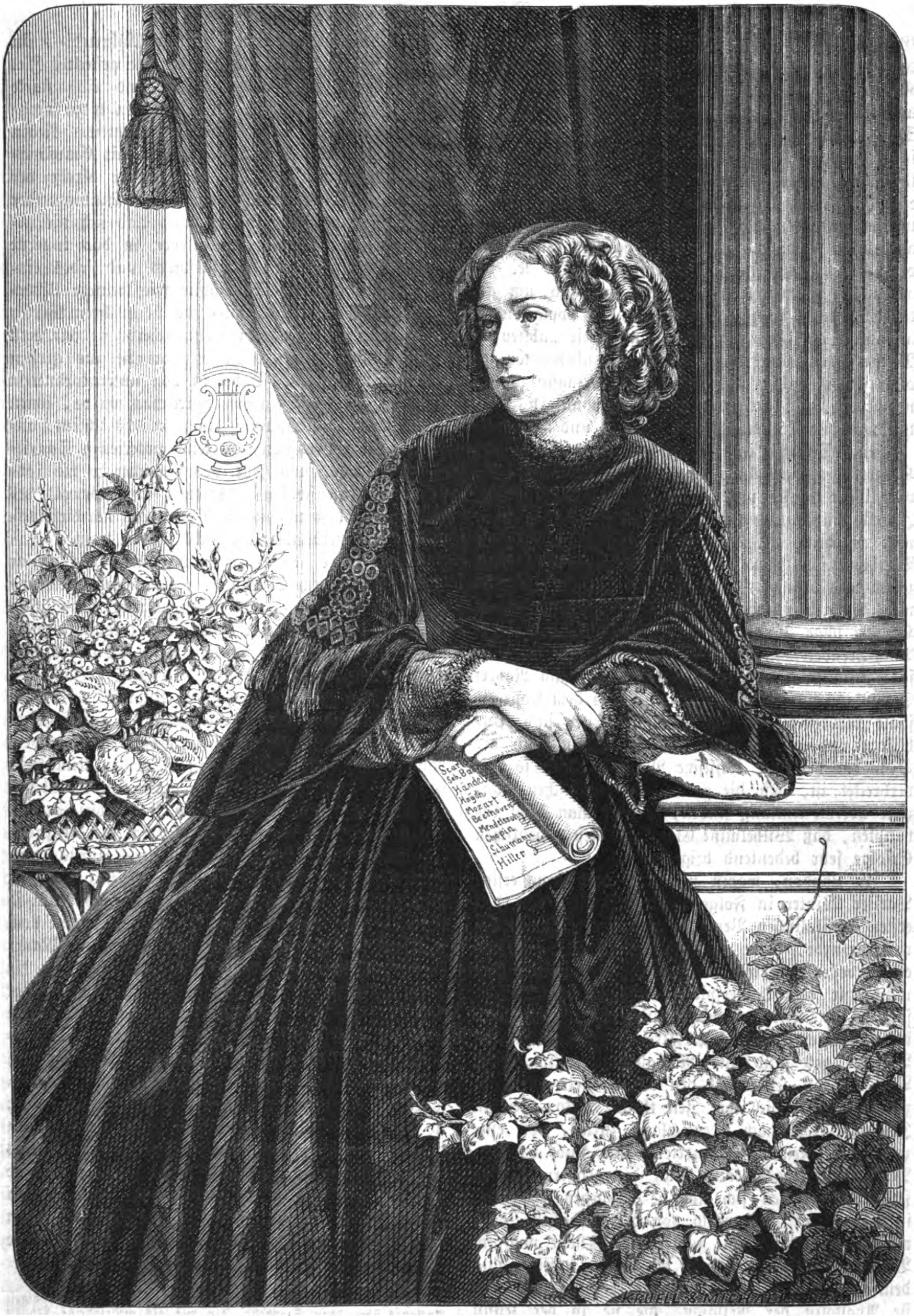
Wilhelmine Clauss-Szarvady, 1867.

Wilhelmine Clauss-Szarvady, född Clauss den 12 december 1834 i Prag, död den 2 september 1907 i Paris, var en österrikisk pianist.
Wilhelmine Clauss var elev av Proksch i sin hemstad. Hon uppträdde första gången 1849, varefter hon gjorde glänsande konsertresor i Tyskland, England och Frankrike. Slutligen bosatte hon sig i Paris, där hon 1857 gifte sig med den ungerske skriftställaren och diplomaten Frigyes Szarvady. Hon blev änka 1882.
Adolf Lindgren skriver om henne: "Hennes spel berömmes såsom mästerligt: förenande qvinlig vekhet med manlig kraft. C. utmärker sig i synnerhet genom det djupa förstånd och den samvetsgranna poetiska trohet, hvarmed hon intränger i och återgifver klassiska mästerverk."